# 빌어군
빌어(Bhil, Bhili)는 중부 인도아리아어군에 속한 언어 또는 언어군으로, 600백만명에 달하는 빌인(Bhil) 사람들이 인도 서부, 중부, 극동부 지역에 이르기까지 다양한 지역에서 사용하고 있다.

## 분류
- 가라시아어
  - 아디와시 가라시아어
  - 라즈푸트 가라시아어
- 가미트어
- 나할리어
- 노이리어
- 도리아어
- 두블리어
- 둥그라빌어
- 라타위어
- 마우치어
- 바렐리어
  - 라트위 바렐리어
  - 파우리 바렐리어
  - 팔리야 바렐리어
- 바우리아어
- 빌랄리어
- 빌리어
- 와그디어
- 초드리어
- 파르디어

## 같이 보기
- 인도의 언어
- 구자라트어
- 구자라트인
- 인도의 공용어 목록